# Муми-папа и море
Муми-папа и море (швед. Pappan och havet; издана в русском переводе как Папа и море) — восьмая книга финской шведоязычной писательницы Туве Янссон из серии о муми-троллях.

## История
Туве Янссон писала книгу в то время, когда её мать была тяжело больна. В повествовании звучат нотки тоски и безысходности с явным философским подтекстом. Книга считается самой «взрослой» из цикла. «Папа и море» и «В конце ноября» — своеобразная дилогия. Книги дополняют друг друга, их объединяет общее настроение. Муми-тролли все больше напоминают обыкновенных людей, которые не пасуют при столкновении с жизненными трудностями, и пытаются их преодолеть. Прообразом маяка из книги является маяк Сёдершер.
По-шведски впервые издана в 1965 году. На русский язык главы 1-4 были переведены Брауде Л. Ю., а 5-8 главы — Н. Беляковой (в 1999 году вышло 9-е издание). В 2018 году книгу заново перевела Е. Тиновицкая. На украинский язык книгу перевела Н. Иваничук («Тато і море», в 2005 году вышло 2 издание).

## Сюжет
Однажды в конце августа Муми-папа приходит к заключению, что жизнь дома стала слишком скучной и унылой. По его инициативе семья Муми-троллей вместе с Малышкой Мю покидают Муми-дол и отправляются жить на унылый одинокий остров посреди моря, где папа рассчитывает стать смотрителем маяка. Однако жизнь на острове оказалась далеко не такой радостной какой её представлял себе Муми-папа. Маяк оказывается довольно скучным и неуютным местом. Муми-мама в тоске по дому рисует на стене маяка пейзаж родной долины. Муми-тролль переживает подростковый период, он влюбляется в беспечных морских лошадок и, сам того не подозревая, покоряет ледяное сердце Морры. Единственный сосед Муми-троллей, старый рыбак живущий в одинокой лачуге на берегу моря избегает общения с семейством. И только Малышка Мю по прежнему энергична и беззаботна как и прежде.